# Luke Gregerson
Lucas John Gregerson, detto Luke (Park Ridge, 14 maggio 1984), è un giocatore di baseball statunitense di ruolo lanciatore, free agent dal 20 maggio 2019.

## Carriera
Gregerson fu scelto nel corso del 28º giro del draft 2006 dai St. Louis Cardinals.
Il 23 marzo 2009 i Cardinals scambiarono Gregerson con i San Diego Padres. La squadra concluse così un precedente scambio avvenuto il 4 dicembre 2008, che prevedeva un giocatore da nominare in seguito e Mark Worrell, in cambio di Khalil Greene.
Gregerson debuttò in MLB il 6 aprile 2009 al Petco Park di San Diego, contro i Los Angeles Dodgers. Il 24 settembre colse la sua prima salvezza in una gara contro i Colorado Rockies. Nel 2012 ebbe una striscia di 23 inning senza subire punti tra luglio ed agosto, giocando anche come closer. Il 3 dicembre 2013, Gregerson fu scambiato con gli Oakland Athletics per Seth Smith, giocando in California per una sola stagione.
Il 12 dicembre 2014, Gregerson firmò un contratto triennale del valore di 18,5 milioni di dollari con gli Houston Astros.
Alla fine della sua terza stagione col club, Houston batté i Los Angeles Dodgers nelle World Series 2017 per quattro gare a tre, conquistando il primo titolo in 56 anni di storia, rendendo Gregerson campione per la prima volta in carriera. Divenne free agent il 2 novembre.
Il 13 dicembre 2017, Gregerson firmò un contratto di due anni per 11 milioni di dollari con i St. Louis Cardinals, inclusa un'opzione per la stagione 2020.
Gregerson, venne designato per la riassegnazione il 17 maggio 2019 e svincolato tre giorni dopo, il 20 maggio.

## Palmarès

### Club
- World Series: 1

Houston Astros: 2017

### Nazionale
- World Baseball Classic:  Medaglia d'Oro

Team USA: 2017